# Aleksandar Ranković
Alexandru Rankovici sau Aleksandar Ranković (nume de război Leka; în sârbă chirilică: Александар Ранковић Лека; 28 noiembrie 1909 – 20 august 1983) a fost un lider comunist iugoslav de origine sârbă, considerat a fi al treilea cel mai puternic om din Iugoslavia după Iosip Broz Tito și Edvard Kardelj. Ranković a fost un susținător al Iugoslaviei centralizate și s-a opus eforturilor care promovau descentralizarea pe care el a considerat-o ca fiind împotriva intereselor unității sârbilor; el a transformat Kosovo într-un stat polițienesc și i-a făcut pe sârbi majoritari în nomenclatura Provinciei Socialiste Autonome Kosovo. Ranković a susținut o abordare dură împotriva albanezilor din Kosovo, care au fost suspectați frecvent că desfășoară activități subversive.
Popularitatea politicilor naționaliste ale lui Ranković în Serbia a devenit evidentă cu prilejul funeraliilor sale din 1983, la care a participat un număr mare de persoane. Multe persoane l-au considerat pe Ranković un lider „național” sârb. Politicile lui Ranković au fost percepute ca baza politicii naționaliste sârbe a lui Slobodan Milošević.

## Primii ani
Ranković s-a născut în satul Draževac (Drajevăț) de lângă Obrenovac (Obrenovăț), în Regatul Serbiei. Născut într-o familie săracă, Ranković și-a pierdut tatăl la o vârstă fragedă. A urmat liceul în orașul său natal. A plecat la Belgrad pentru a lucra și s-a alăturat mișcării muncitorești de acolo. El a fost, de asemenea, influențat de colegii săi, care, în momentul în care Partidul Comunist a fost interzis, au adus reviste și literatură comunistă cu ei, pe care Ranković le-a citit. La vârsta de 15 ani s-a alăturat sindicatului muncitoresc. În anul 1927 a întâlnit-o pe viitoarea sa soție, Anđa, iar un an mai târziu a aderat la Liga Comuniștilor din Iugoslavia. În curând, el a fost numit secretar-general al Ligii Tineretului Comunist din Iugoslavia (SKOJ) de la Belgrad.

## Activitatea de dinainte de război
În 1928, când a devenit membru al Partidului Comunist, Ranković a fost numit secretar al Comitetului Regional al Ligii Tineretului Comunist in Serbia. Dictatura instaurată la 6 ianuarie 1929 nu i-a influențat activitatea politică. Ca lider al Comitetului Regional al Ligii Tineretului Comunist din Iugoslavia a publicat un pliant care a fost distribuit la Belgrad și la Zemun. În timpul tipăririi pliantelor, unul dintre asociații lui a fost arestat și, în curând, Ranković a fost descoperit de către poliție. El a fost capturat la Belgrad, într-o locuință comspirativă.
Procesul lui Ranković a fost unul din primele procese de după proclamarea dictaturii regelui Alexandru I. El a fost condamnat la 6 ani de închisoare și și-a ispășit pedeapsa în închisorile din Sremska Mitrovica și Lepoglava. În timpul detenției sale, el a făcut propagandă comunistă în rândul tinerilor deținuți. În închisoare, el a organizat atacuri ale deținuților politici atacuri împotriva poliției. A fost eliberat în anul 1935 și, după eliberare, a fost înrolat în armată. După ce și-a satisfăcut stagiul militar a lucrat pentru mișcarea muncitorilor din Belgrad. Prin intermediul sindicatelor a revitalizat activitatea Partidului Comunist. În 1936 a devenit membru al Comitetului Regional al Ligii Comuniste din Serbia și în 1937 membru al Biroului Politic al Comitetului Central. În ianuarie 1939 a început să acționeze ilegal sub numele de cod "Marko". În mai 1939 Ranković a participat la consultările comuniștilor din Iugoslavia din Drava Banovina și Šmarna Gora, iar mai târziu a participat la cea de-a 5-a Conferință a Ligii Comuniste din Iugoslavia care a avut loc la Zagreb.

## Cariera ulterioară
Ranković a fost membru al Biroului Politic din 1940. El a fost capturat și torturat de către Gestapo-ul german în 1941, dar a fost salvat printr-un raid îndrăzneț organizat de partizani. Soția și mama lui au fost ucise de Gestapo în timpul războiului. Ranković a activat în conducerea supremă a organizației de partizani în cursul războiului. El a fost numit "Erou al Poporului" pentru serviciile sale din timpul celui de-al Doilea Război Mondial.

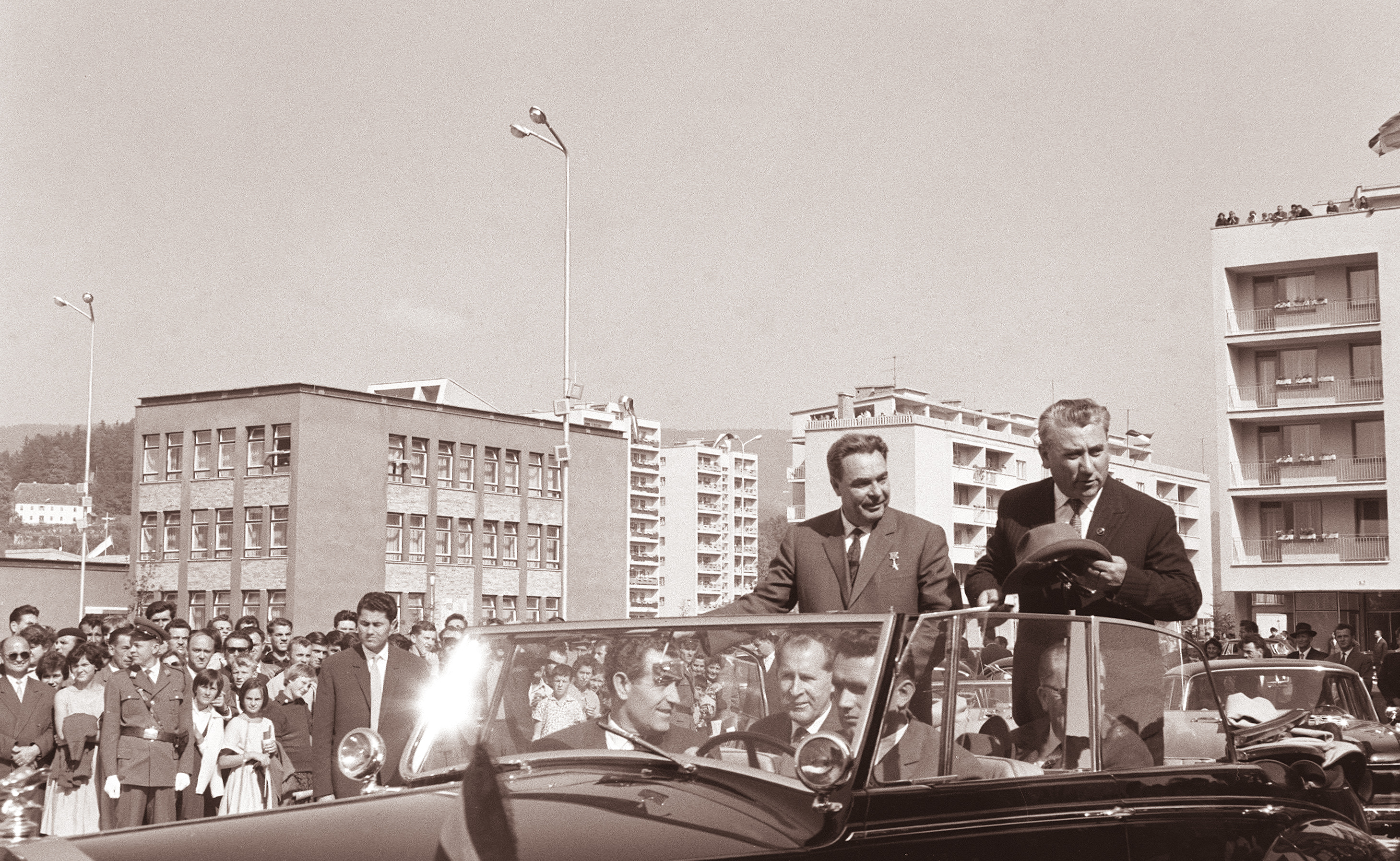
Alexandru Rankovici și Leonid Brejnev în vizită de stat la Velenie, Republica Populară Slovenă

În mai 1944, Ranković a creat OZNA, serviciul de informații al partizanilor. După război, el a devenit ministru de interne (1946-1953) , director al agenției de informații militare UDBA, care a înlocuit OZNA, și vicepreședinte al Iugoslaviei (1963-1966). A fost înlăturat de la putere în 1966, aparent pentru că a abuzat de autoritatea sa și a instalat microfoane în dormitorul președintelui Iosip Broz Tito. El a fost exclus din Liga Comuniștilor din Iugoslavia în același an.
Căderea sa de la putere a marcat începutul sfârșitului structurii centralizate de putere din cadrul Ligii Comuniștilor din Iugoslavia în întreaga țară, precum și începutul unei lungi perioade de mișcări social-politice autonomiste și separatiste care au culminat cu Primăvara Croată și cu Iugoslavia descentralizată, care s-a format în urma reformelor constituționale din 1971 și, mai târziu, a adoptării Constituției din 1974.

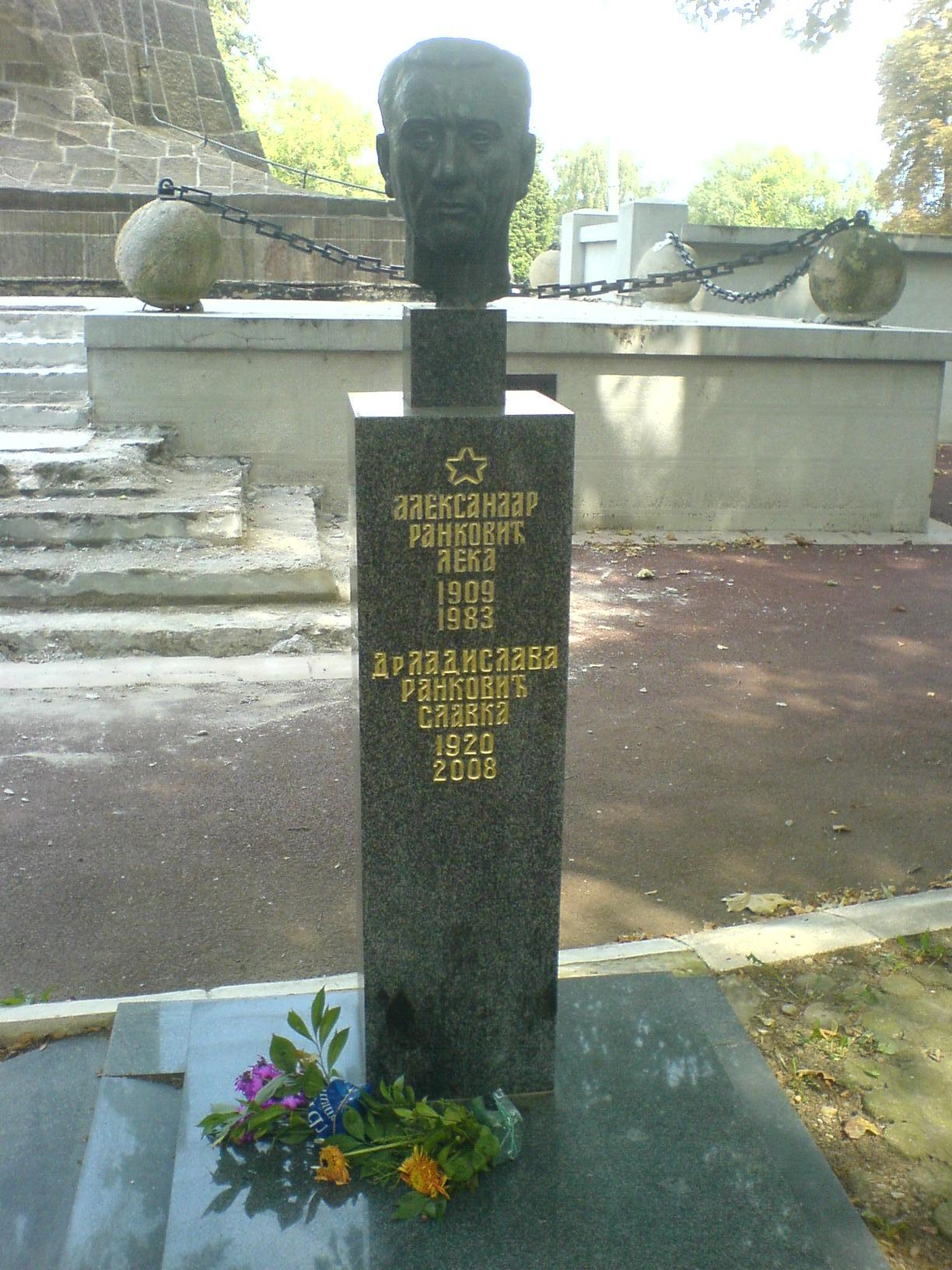
Mormântul lui Ranković din Belgrad

Ranković și-a petrecut ultimii ani într-un exil politic la Dubrovnik până la moartea sa, ce a avut loc în 1983. El a fost înmormântat la Belgrad, fiind condus către cimitir de aproximativ 30.000 de sârbi ce s-au adunat în mod spontan, în ciuda faptului că evenimentul a fost ignorat de mass-media controlată politic din țară. Un alt aspect interesant este că în ultimele sale zile, când era la spital, cineva a intrat în casa lui și i-a furat toate medaliile. După acest eveniment, familia sa a început să adune medalii de la foștii tovarăși de război, dar ulterior SUBNOR (Asociația Veteranilor) i-a adus replici ale medaliilor.
El a rămas amintit ca o victimă și ca o persoană importantă în era comunistă din Iugoslavia. Este amintit ca victimă deoarece a fost marginalizat de Tito după incidentul din 1966, dar și o victimă a unei conspirații sârbofobe deoarece el este privit ca un naționalist care a luptat împotriva albanezilor din Kosovo. Istoricii sârbi nu-l consideră însă un patriot, ci îl privesc ca pe un om cheie al lui Tito, deoarece nu i-a salvat pe alți politicieni care au fost marginalizați de Tito, precum Blagoe Neșkovici (în sârbă: Blagoje Nešković). Istoricii explică popularitatea lui Ranković deoarece mulți cred că, dacă ar fi rămas la putere, ar fi prevenit protestele de la Priștina și Tetovo, unde mai mulți albanezi au scandat „Trăiască Enver Hoxha!” respectiv „Trăiască Albania Mare!”, demonstrații care au avut loc în 1968, la doar doi ani după ce a fost destituit din funcție. Ulterior au avut loc alte demonstrații ale albanezilor în 1971 și 1981, care ar fi condus în cele din urmă la conflictul militar din Kosovo. Acțiuni precum confiscarea armelor deținute ilegal de către albanezi sau procesul de la Prizen nu au fost văzute ca fiind acțiunile sale individuale motivate de o politică antialbaneză, deoarece nimic nu se putea face fără aprobarea sau cunoștința lui Tito.